# Totenbeschwörerin von Endor

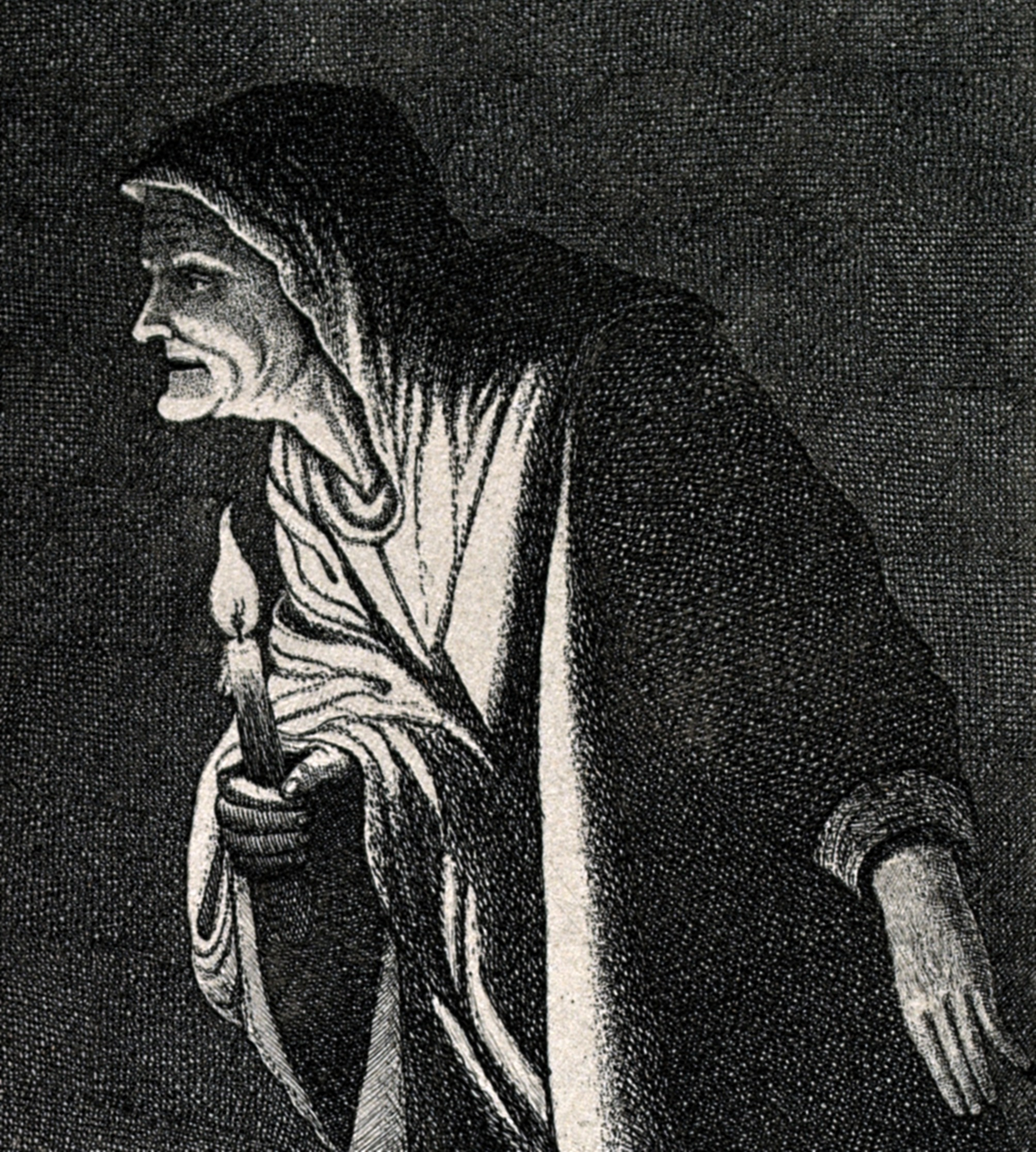
Hexe von Endor
Adam Elsheimer, 1805

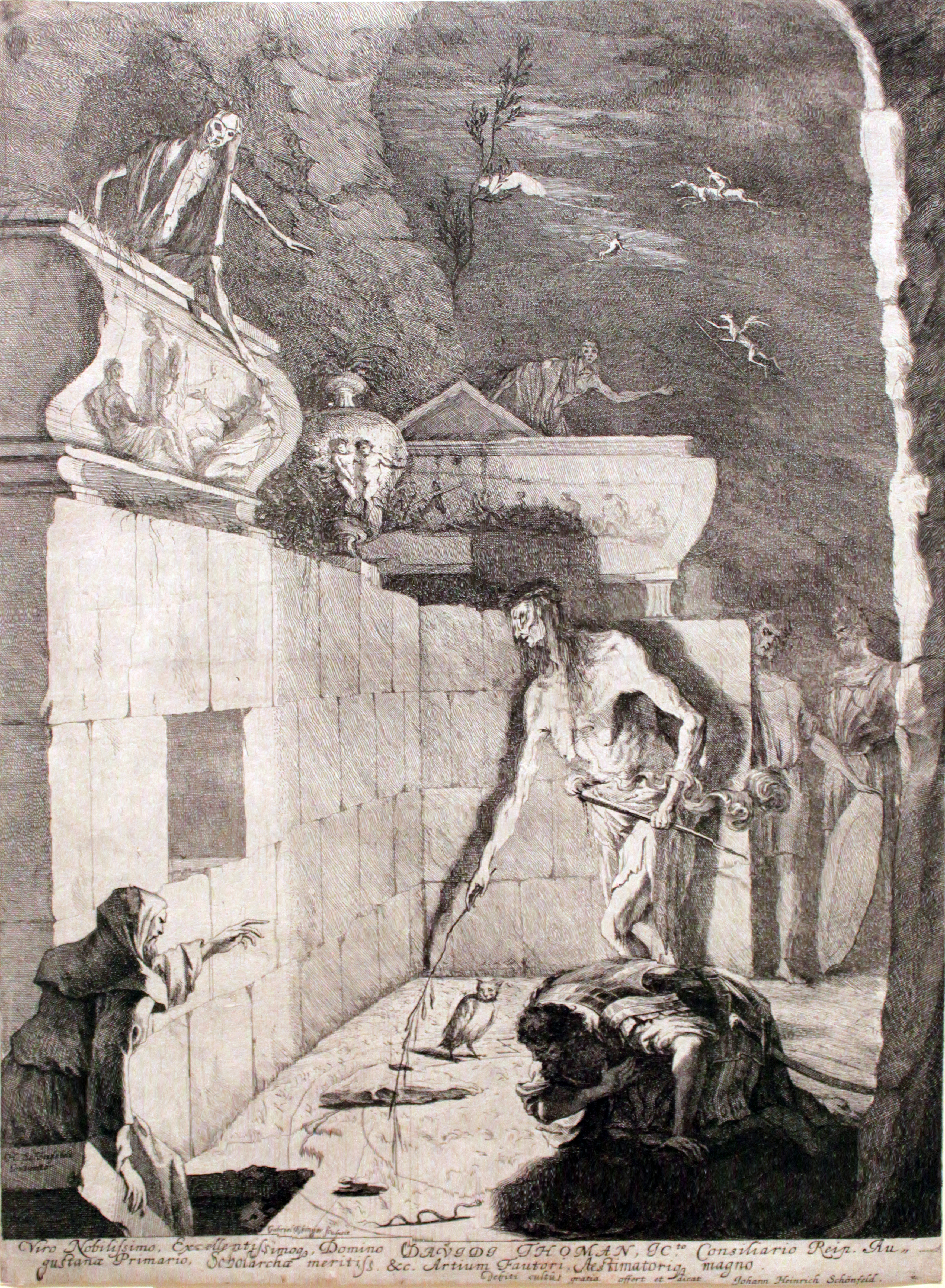
Saul spricht mit Samuels Geist bei der Hexe von Endor, 1675
Gabriel Ehinger, Städelsches Kunstinstitut

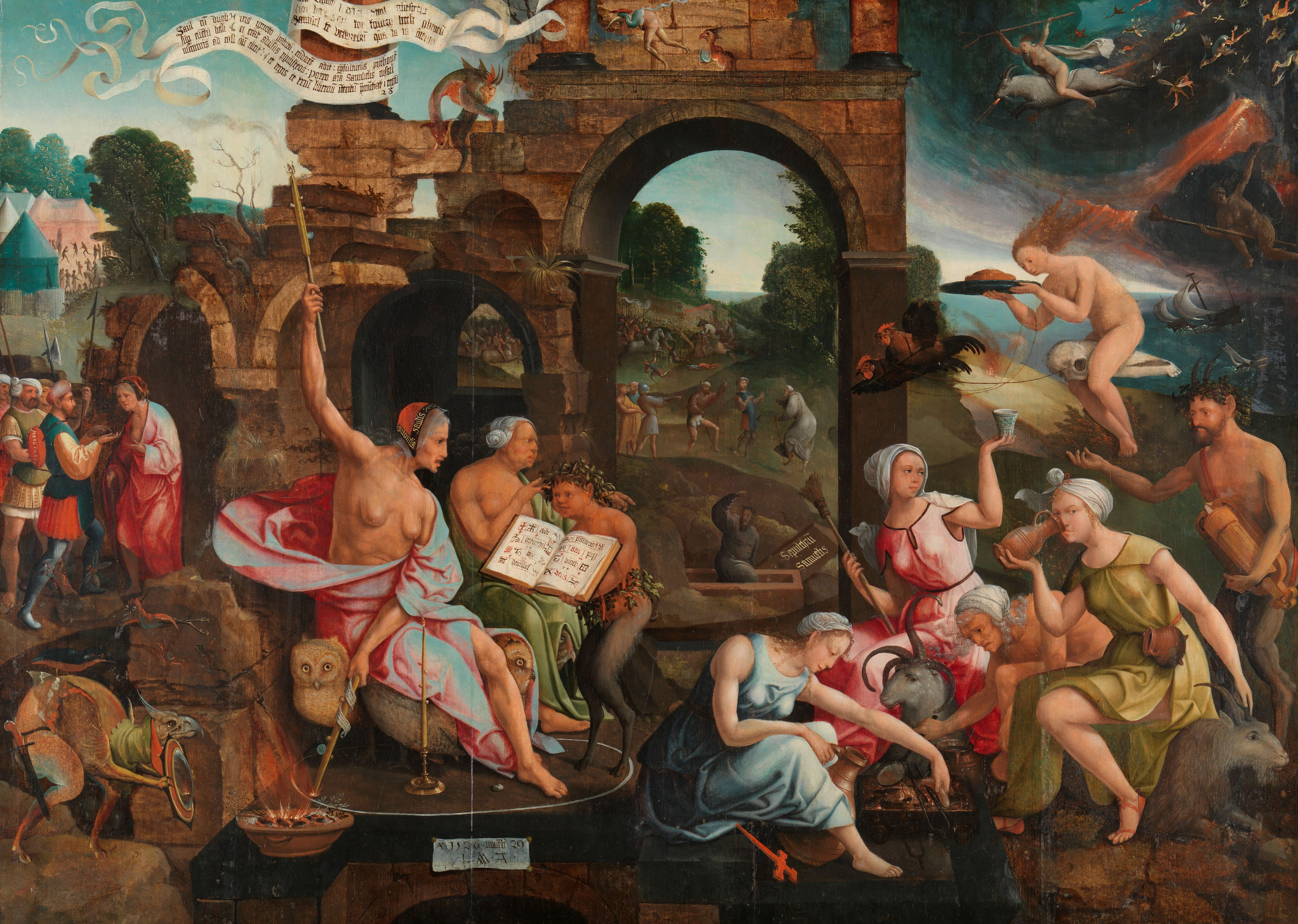
Saul und die Hexe von Endor
Jacob Cornelisz van Oostanen, 1526

Die Totenbeschwörerin oder Hexe von Endor (hebräisch אֵשֶׁת בַּעֲלַת־אֹוב בְּעֵין דֹּור ’êšeṯ ba‘ălaṯ-’ōḇ bə-‘ên dōr) ist eine Figur im 1. Buch Samuel der Bibel. In der Calwer Bibelkonkordanz kommt das Wort Hexe nicht vor; die Bezeichnung Hexe für das „Weib mit Wahrsagegeist“ ist somit volkstümlich. Die Elberfelder Bibelübersetzung spricht von der „Besitzerin eines Totengeistes“.

## Biblische Erzählung

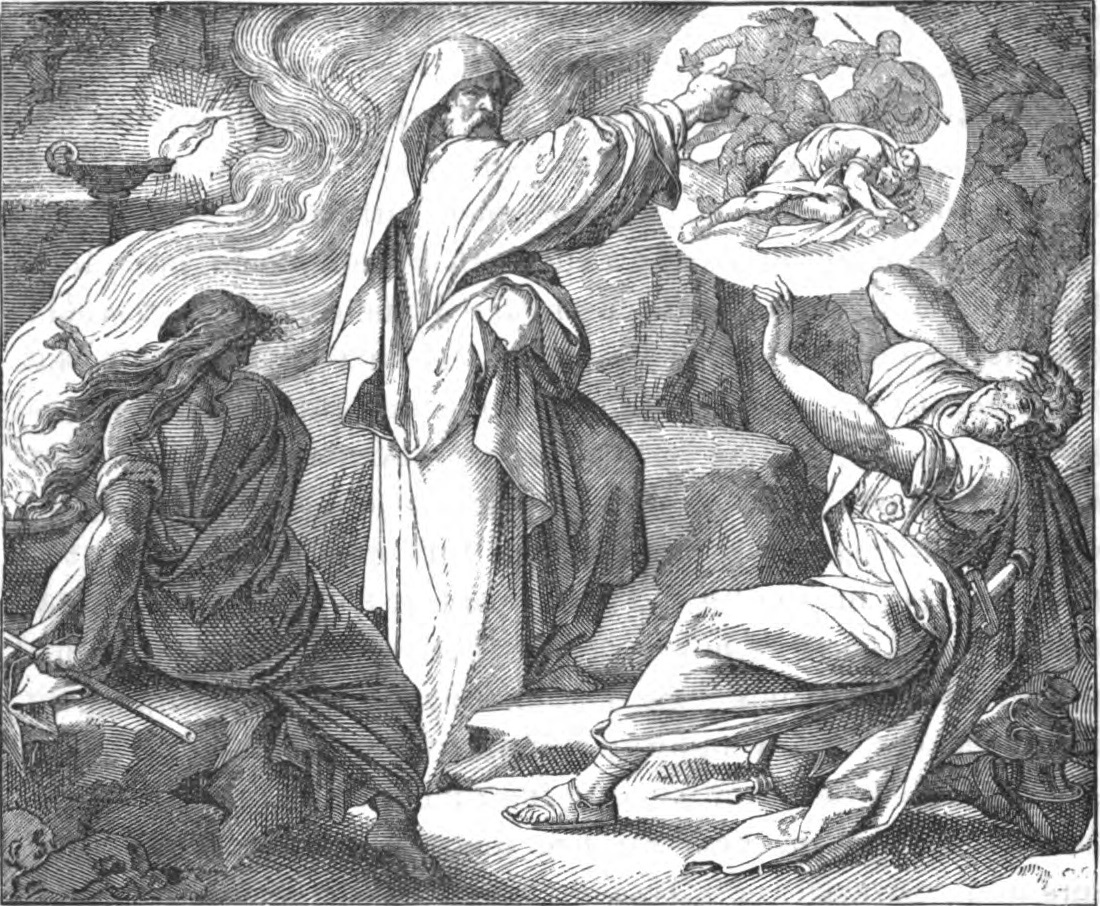
Saul und die Hexe von Endor

Nach der biblischen Erzählung (1 Sam 28 ) führte Saul, der erste König Israels, Krieg gegen die Philister und glaubte sich in aussichtsloser Lage. Da Jahwe ihm auf seine Fragen keine Antwort gab, suchte er nach einem „Weib, das einen Wahrsagegeist hat“, und fand dieses in der Totenbeschwörerin von Endor.
Saul verkleidete sich und begab sich mit zweien seiner Männer des Nachts zu dieser Frau. Sie nahm ihm das Versprechen ab, wegen der von Saul selbst zuvor verbotenen Wahrsagerei nicht verfolgt zu werden, und beschwor auf seinen Wunsch den einige Zeit zuvor verstorbenen Propheten Samuel herauf. Bei dessen Anblick wusste sie, wer ihr Auftraggeber war und wähnte sich betrogen, fuhr aber auf seine Beruhigung hin mit der Beschwörung fort.
Nun berichtete die Nekromantin, was sie sah: Ein alter, in einen Mantel gehüllter Mann stieg aus der Erde herauf, den Saul als Samuel erkannte. Von ihm erfuhr Saul, dass er, den Gott verlassen hatte, sein Königtum an David und sein Leben in der Schlacht verlieren und Israel gegen die Philister unterliegen würde. Der Grund, warum Gott von Saul abrückte, war, dass Saul zuvor im Krieg gegen die Amalekiter diese nicht mitsamt ihrem Besitz vollständig vernichtet (1 Sam 15 ) hatte, wie Samuel es zu Lebzeiten als Gottes Wille verkündet hatte, sondern den feindlichen König gefangen genommen und das beste Vieh heimgeführt hatte, um es in Gilgal zu opfern.
Saul blieb nach dieser Botschaft Samuels geschlagen am Boden liegen, wurde jedoch von der Frau und seinen Begleitern genötigt, sich zu setzen und zu essen. Es wird allgemein als selbstverständlich angesehen, dass Saul am nächsten Tag gefasst in die Schlacht und den Tod ging, aber wenn die folgenden drei Kapitel (1 Sam 29–31 ) chronologisch geordnet sind, dann lebte Saul noch drei Tage.

## Theologische Aspekte
Auffällig ist bei der Totenbeschwörung, dass der verstorbene Samuel als alter Mann wie lebend „gesehen“ wird, was im NT (Mt 17,3  und Parallelstellen der Synoptischen Evangelien) bezogen auf Mose und Elia dargestellt wird. Mithin wird hier deutlich, dass in einer bestimmten Tradition Konsens darüber bestand, dass mit dem Tod nicht alles zu Ende ist.
In der gesamten Bibel findet sich kein vergleichbarer Text, der in ähnlicher Weise von okkulten Praktiken handelt. In der älteren christlichen Interpretation dieser Erzählung gibt es zwei entgegengesetzte Ansätze: Viele Kirchenväter meinten, Saul habe nicht den Geist Samuels, sondern einen mit Erlaubnis Gottes handelnden Dämon (Shedim) gesehen, der dessen Gestalt annahm. Andere Ausleger waren dagegen der Ansicht, es sei der „Hexe“ zwar nicht möglich gewesen, aus eigener Kraft den Geist Samuels heraufzubeschwören, aber Gott habe entschieden, ihn tatsächlich erscheinen zu lassen, um Saul auf seinen Tod vorzubereiten.
Die Frage stellt sich: Hat die Hexe wirklich Samuel gesehen? Die Septuaginta überträgt „ein Weib, das einen Totenbeschwörergeist hat“ (hebr. בַּֽעֲלַת־אֹוב; ba'alat 'ob) mit „eine Bauchrednerin“ (griech. ζητήσατέ μοι γυναῖκα ἐγγαστρίμυθον; gyne engastrimythos). Origenes und Eustathius von Antiochien halten es für selbstverständlich, dass sie eine Bauchrednerin war. Nach dieser Auffassung war die Séance nur Betrug. Dagegen sagt der Bibeltext wörtlich: „Und Samuel sprach zu Saul“ (1 Sam 28,15–16 ). Gregor von Nyssa wies jedoch darauf hin, dass hier das Erleben Sauls und nicht das Wirkliche beschrieben wird.
In der lateinischen Vulgata und der englischen King-James-Bibel schreit sie beim Anblick von Samuel, was so interpretiert werden kann, dass sie von dessen Erscheinung an sich überrascht ist (was an ihrer Rolle in der Beschwörung zweifeln lässt), oder sie, wie bereits angeführt, daraus ableitet wer ihr Auftraggeber ist.
In der Bibel wird Sauls Besuch in Endor als Treulosigkeit gegenüber Gott bewertet, der ihn nicht zuletzt deshalb umkommen ließ. Dies geschieht allerdings nicht im Textzusammenhang der Erzählung im 1. Buch Samuel, sondern beim alternativen Bericht über Sauls Ende im 1. Buch der Chronik (10,13–14 ). Diese Stelle hat lange Zeit die theologische Sicht auf Saul geprägt. In jüngerer Zeit – unter anderem seitens der feministischen Theologie – werden die Totenbeschwörerin als „weise Frau“ und der König als „tragischer Held“ positiver bewertet.

## Künstlerische Verarbeitung
Die Szene findet sich auch im Prolog der Oper David et Jonathas von Marc-Antoine Charpentier die am 28. Februar 1688 im Pariser Jesuitenkolleg Collége Louis-le-Grand uraufgeführt wurde. Die "Hexe von Endor" wird im Libretto als Wahrsagerin "La Pythonisse" bezeichnet. 
In Händels Oratorium Saul wird im 3. Teil Sauls Besuch bei der Hexe von Endor ausführlich dargestellt.
Der israelische Komponist Josef Tal nahm für seine Oper Saul at Ein Dor von 1955 den alttestamentlichen Text (1 Sam. 28, 3-25) des Besuchs von König Saul bei der Totenbeschwörerin von Endor als Libretto.
Börries Freiherr von Münchhausen hat 1899 für seine Ballade mit dem Titel Die Hexe von En Dor den alttestamentlichen Bericht (1 Sam. 28, 3-25) des Besuchs von König Saul bei der Totenbeschwörerin von En Dor als Grundlage genommen.
In Stefan Heyms Roman Der König David Bericht sucht der Protagonist Ethan ben Hoshaja entgegen dem Rat seiner Auftraggeber die Totenbeschwörerin von Endor auf, die für ihn den Geist von König Saul heraufbeschwört.